# Kelli Renee Williams
Kelli Renee Williams (nascida em 8 de Junho de 1970 em  Los Angeles , California) é uma atriz norte americana.

## Biografia
Kelli Williams é a filha da atriz Shannon Wilcox e do cirurgião plástico John Williams. Seus pais se divorciaram quando ela tinha 13 anos. Ela tem um irmão e dois meio-irmãos.
Williams obteve seu cartão do Screen Actors Guild antes mesmo de seu primeiro aniversário por aparecer em um comercial fraldas, e apareceu em vários outros comerciais quando criança. Kelly freqüentou a escola primária "Lycée Français" em Los Angeles, e graduou-se na escola secundária de Beverly Hills em 1988. Enquanto freqüentava a escola, ela permanecia ativa no departamento de artes cênicas. Depois de participar junto com o ator Steve Burto (General Hospital), na produção escolar de Romeo and Juliet, ela foi contratada por um agente.

## Carreira
Sua primeira aparição em filmes foi na produção Zapped Again! em 1990 e em séries apareceu pela vez na mini-série Elvis como Mattie Walker. Em 1994, ela apareceu no filme There Goes My Baby e participou na série ER, onde atuou ao lado de Noah Wyle. Também 1994, ela interpretou Jennifer Stolpa no filme de televisão Snowbound: The Jim and Jennifer Stolpa Story. Ela apareceu em 1996 no episódio 19 da quarta e última temporada da série de TV Fences Picket. Ela também estrelou em uma papel na série de sucesso da Fox, Party of Five, na pele de uma mulher conhecida como Annie Alcott.
Em 1997, ela ganhou o papel de Lindsay Dole, protagonizando a série da ABC, The Practice, onde permaneceu por oito temporadas. Ela também apareceu nas séries The Lyon's Den e Hack, e em episódios especiais da série Scrubs, além de atuar em diversos filmes como Na Estrada do Rock.
Em 2004, depois do fim da série The Practice, Williams estrelou como Dra. Natalie Durant a série Medical Investigation que começou no outono de 2004 e durou 20 episódios antes de ser cancelada.
De agosto de 2008 até janeiro de 2011, Kelli vinha atuando no papel de Dr. Gillian Foster, na série da Fox, Lie to Me. Interpretou Jackie Clarke em Army Wives (Lifetime Channel). Atualmente, vive Allison McLean em Ties That Bind (UPTV).

## Vida pessoal
Kelli Williams casou-se com o ator Ajay Sahgal em 1996. O casal tem três filhos: Kiran Ram (em Maio de 1998), Sarame Jane (nascida em 3 de Fevereiro de 2001), e Ravi Lyndon (nascido em 11 de Julho de 2003).
Ela disse a Marie Claire que ela aumentou os seios quando ela tinha 19 anos, mas retirou o que tinha colocado quando ela tinha 22.
Kelli fala três línguas: inglês, francês e espanhol, o que a ajuda em sua função como voluntária na Young Storytellers Program.